# Fazył Karibżanow
Fazył Karibżanow (ros. Фазыл Карибжанов, kaz. Фазыл Кәрібжанов, ur. 1912 w aule Ajbas w guberni omskiej, zm. 25 sierpnia 1960 w Ałma-Acie) – przewodniczący Prezydium Rady Najwyższej Kazachskiej SRR.

## Życiorys
W latach 1929–1933 był słuchaczem omskiego fakultetu robotniczego, 1933–1938 studiował w Syberyjskim Instytucie Rolniczym, potem pracował jako agronom, 1940 został członkiem WKP(b). W 1941 był instruktorem i zastępcą kierownika Wydziału Rolnego Północnokazachstańskiego Komitetu Obwodowego Komunistycznej Partii (bolszewików) Kazachstanu, 1941–1945 kierownikiem Wydziału Rolnego Północnokazachstańskiego Komitetu Obwodowego KP(b)K, 1945–1946 zastępcą kierownika Wydziału Rolnego KC KP(b)K, a 1946-1951 II sekretarzem Karagandzkiego Komitetu Obwodowego KP(b)K. W 1951 był przewodniczącym Komitetu Wykonawczego Karagandzkiej Rady Obwodowej, od 1951 do kwietnia 1953 był kierownikiem Wydziału Rolnego KC KP(b)K/KPK, od kwietnia 1953 do 1954 ministrem gospodarki rolnej Kazachskiej SRR, a od 19 lutego 1954 do 26 grudnia 1957 sekretarzem KC KPK. Do 25 sierpnia 1960 był członkiem Biura KC KPK, od 26 grudnia 1957 do 19 stycznia 1960 II sekretarzem KC KPK, a od 20 stycznia do 25 sierpnia 1960 przewodniczącym Prezydium Rady Najwyższej Kazachskiej SRR. Był deputowanym do Rady Najwyższej ZSRR 5 kadencji. Został odznaczony Orderem Lenina (1957) i dwoma Orderami „Znak Honoru” (1945 i 1947).